# عزلة نشور (صعدة)

تعديل مصدري - تعديل

عزلة نشور هي إحدى عزل مديرية الصفراء في محافظة صعدة اليمنية ويبلغ تعداد سكانها 9801 نسمة حسب التعداد السكاني في اليمن لعام 2004.

## روابط خارجية
- الجهاز المركزي للإحصاء بالجمهورية اليمنية
- المركز الوطني للمعلومات باليمن
- World Gazetteer:Yemen
- الدليل الشامل